# Leichtathletik-Weltmeisterschaften 2023/Teilnehmer (Montenegro)
| Goldmedaillen | Silbermedaillen | Bronzemedaillen |
| ------------- | --------------- | --------------- |
| —             | —               | —               |

Montenegro nimmt an den Leichtathletik-Weltmeisterschaften 2023 in Budapest mit einer Athletin teil.

## Ergebnisse

### Frauen

#### Sprung
| Athletin       | Disziplin  | Qualifikation | Qualifikation | Finale | Finale |
| Athletin       | Disziplin  | Höhe          | Platz         | Höhe   | Platz  |
| -------------- | ---------- | ------------- | ------------- | ------ | ------ |
| Marija Vuković | Hochsprung | 1,85 m        | 25            | DNQ    | DNQ    |